# Moltifao
Moltifao é uma comuna francesa na região administrativa de Córsega, no departamento da Alta Córsega. Estende-se por uma área de 55,19 km². 